# Hazerswoude-Rijndijk Vandtårn
Hazerswoude-Rijndijk Vandtårn er et tidligere vandtårn tegnet af arkitekt A.D. Heederik. Tårnet er fra 1915 og er opført i byen Hazerswoude-Rijndijk i Rijnwoude, Sydholland, Holland. Tårnet er ikke længere i drift, men er i stedet indrettet med kontorer. Vandtårnet ejes af af supermarkedkæden Hoogvliet.
I 1985 blev tårnet overflødigt, hvad angik dets oprindelige formål: at levere vandtryk. Dermed blev tårnet med en tank med kapacitet til 200 m3 vand taget ud af drift, og en nedrivning kom på tale. Forslaget vakte dog en del protester, som endte med, at tårnet i 1994 blev et provinsielt monument.
I 1999 påbegyndtes en kompleks ombygning af tårnet til kontorbygning. Den 21. november 2003 blev det ombyggede tårn genåbnet. Det er sandsynligvis den dyreste ombygning af et vandtårn i Nedelandene – i hvert fald taget kvadratmeterantallet i betragtning, eftersom der kun er fire arbejdsstationer.